# أفلوشن للتعدين
أفلوشن للتعدين (بالإنجليزية: Evolution Mining)‏ هي شركة أسترالية لتعدين الذهب لديها مشاريع في جميع أنحاء أستراليا وفي أونتاريو، كندا.
تمتلك أفلوشن وتدير مناجم في نيو ساوث ويلز؛ جبل كارلتون، جبل راودون، وإرنست هنري، كوينزلاند؛ ومونجاري، أستراليا الغربية.